# Bonne Nouvelle metróállomás
A Bonne Nouvelle egy metróállomás Franciaországban, Párizsban a párizsi metró 8-as és 9-es metróvonalán. Tulajdonosa és üzemeltetője a RATP.

## Metróvonalak
Az állomást az alábbi metróvonalak érintik:
- 8-as metróvonal
- 9-es metróvonal

## Kapcsolódó állomások
A metróállomáshoz az alábbi állomások vannak a legközelebb:
- Grands Boulevards (Balard, 8-as metróvonal)
- Strasbourg – Saint-Denis (Pointe du Lac, 8-as metróvonal)
- Grands Boulevards (Pont de Sèvres, 9-es metróvonal)
- Strasbourg – Saint-Denis (Mairie de Montreuil, 9-es metróvonal)